# Рубцовско-Дворцовый мост
Рубцовско-Дворцовый мост — пешеходный арочный однопролётный мост через Яузу, соединяет Русаковскую и Преображенскую набережные. Справа от моста находится Московский электроламповый завод и жилой дом по адресу Большой Матросский переулок, д. 1.
Мост назван в честь одноимённой улицы по фамилии бояр Рубцовых. В первой четверти XVII века на месте современной Рубцовско-Дворцовой улицы располагался дворец царя Михаила Федоровича.